# Сонгкран
Сонгкран (тайск. สงกรานต์) — тайский Новый год, отмечаемый 13—15 апреля (состоит из Маха Сонгкран (досл. «Великий переход») — 13 апреля, Вирак Ванабат — 14 апреля и Вирак Лоенг-сак  — 15 апреля). Считается буддийским семейным праздником. В этот[какой?] день принято подносить изысканные блюда буддийским священнослужителям в знак уважения к буддийской философии. Домашняя статуя Будды омывается чистой водой с лепестками роз и жасмином. Тайская молодёжь в день Маха Сонгкран обливает друг друга водой.
В 2023 году включён в список шедевров устного и нематериального культурного наследия человечества.

## Значение
Один из старейших фестивалей Таиланда — Сонгкран — знаменует смену года по древнеиндийскому астрологическому календарю (который базируется не на тропическом, как принято в западных странах, а на сидерическом зодиакальном цикле), когда солнце переходит из созвездия Рыб в созвездие Овна, а также смену времени года. Как известно, в Таиланде различают три времени года: сезон дождей, холодный сезон и жаркий сезон.
В тайский Новый год Сонгкран заканчивается жаркий сезон, за которым скоро последует сезон дождей, начало которого ознаменовано традиционным праздником Кхао Пханса.

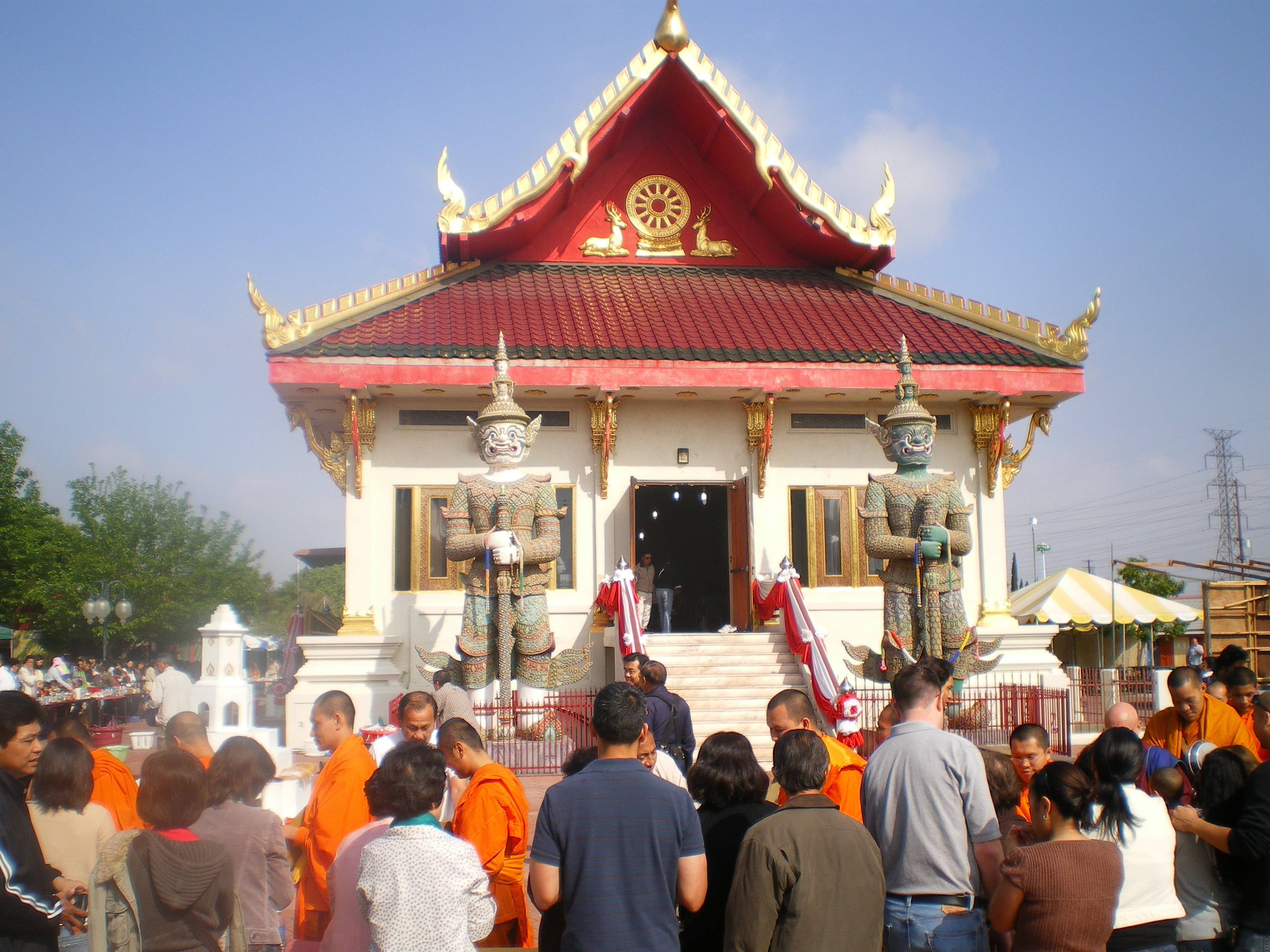
Празднование Сонгкрана в Лос-Анджелесе

## Происхождение
Корнями этот праздник уходит в Древнюю Индию, откуда и заимствовано название «сонгкран», означающее на санскрите «переход» (санкранта), в данном случае смену времён года. Традиционное для этого фестиваля поливание водой символизировало призыв к началу сезона дождей для получения хорошего урожая риса. В древние времена индийская культура посредством торговых путей получила широкое распространение по всей территории Индокитая, включая Малаккский полуостров, поэтому в настоящее время этот фестиваль празднуют также в соседних с Таиландом государствах, где рисовые культуры традиционно считаются жизнеполагающими.
Позже этот праздник приобретал колорит той местности, где получал распространение, слился с местными культурными традициями и приобрёл оттенок религиозного действа. Так, день Сонгкрана в Таиланде традиционно начинается с утреннего подаяния монахам (тхам бун), организованного гораздо масштабнее обычных ежедневных ритуалов. Рано утром с восходом солнца множество монахов собираются в каком-нибудь публичном месте для сбора подаяний («бин тха бат») и благословляют всех пришедших. В храмах в это время проходят красивые ритуалы: приготовленные дома сладости, завёрнутые в пальмовые листья, тайцы несут в храм вместе с обычными подаяниями, а ближе к вечеру совершают ритуал «ко саи» — собирают красивый белый песок, несут его в храм и строят из него вокруг вихана (вихары) маленькие чеди (ступы), отдавая почести Будде и его учению.

## Ритуалы

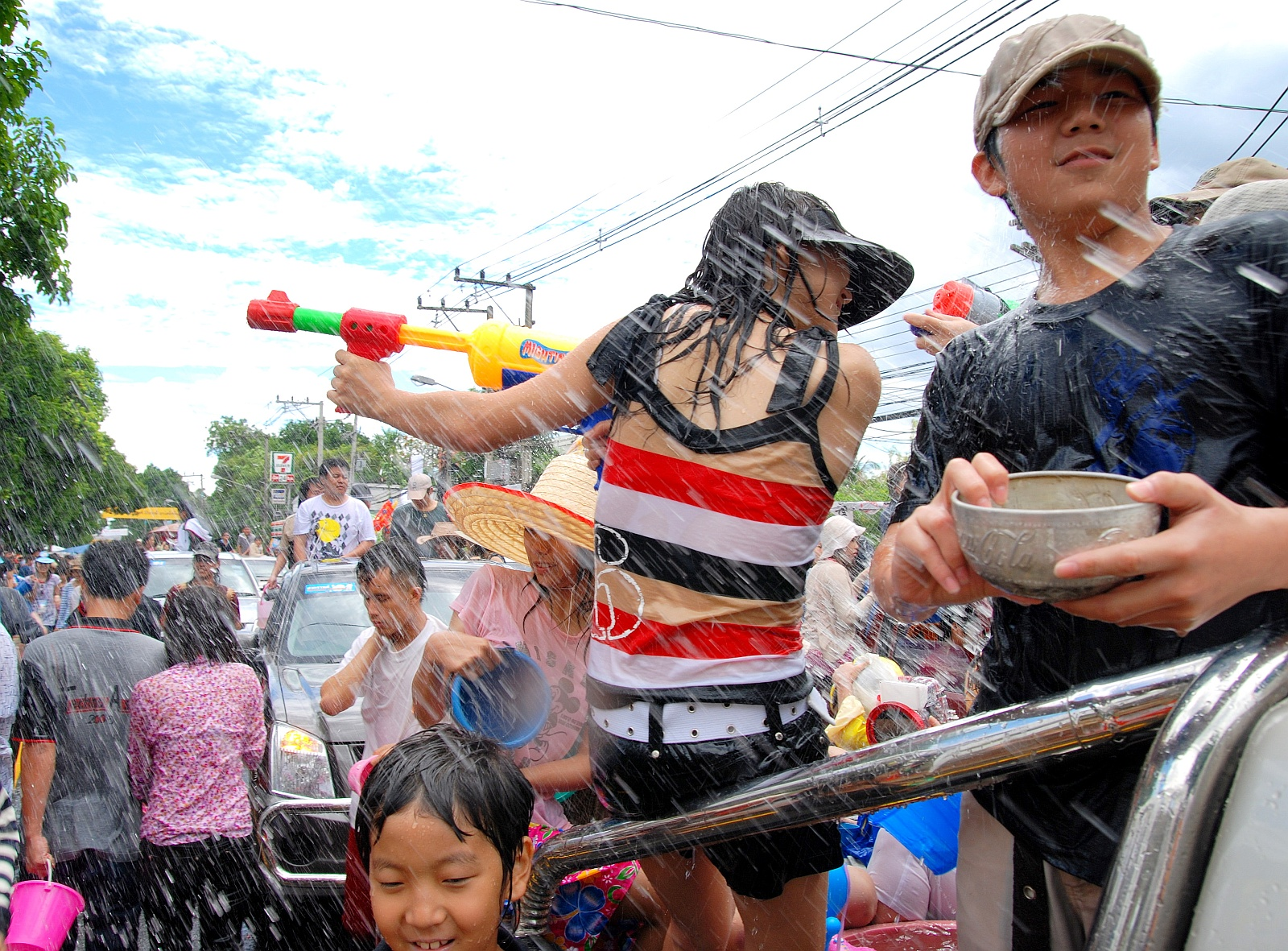
Празднование Сонгкрана в Чиангмае

В разных провинциях ритуалы могут слегка различаться, но их смысл подчинён единой традиции Сонгкрана. Сроки проведения фестиваля в разных провинциях могут быть разными, а дату начала объявляют дополнительно. В Бангкоке фестиваль обычно начинается 13 апреля, в Чиангмае — 11 апреля.
Традиция поливания водой со временем приобрела ещё ряд смыслов, связанных с буддизмом и концом жаркого сезона. Вода означает очищение от всего негатива, накопленного за прошедший год, кроме того, в жаркое время года она приносит прохладу. Дополнительно участников фестиваля могут намазать белой глиной или посыпать тальком. Считается, что глина отталкивает грязь (и фактически, и образно), а тальк повсеместно используется населением в целях личной гигиены по той же самой причине, что и глина в старые времена. Тем самым обмазывание глиной и посыпание тальком означают очищение. Очищение населения в Таиланде во время Сонгкрана производится повсеместно, на всех улицах всех городов, даже в официальных учреждениях.
Традиционно в Сонгкран поливают водой все же не так обильно, как это можно увидеть в туристических районах. Скульптуру Будды поливают из небольшой чаши. Из таких же чаш принято поливать людей.